# Stictoptera signiferella
Stictoptera signiferella là một loài bướm đêm trong họ Noctuidae.